# Repellente

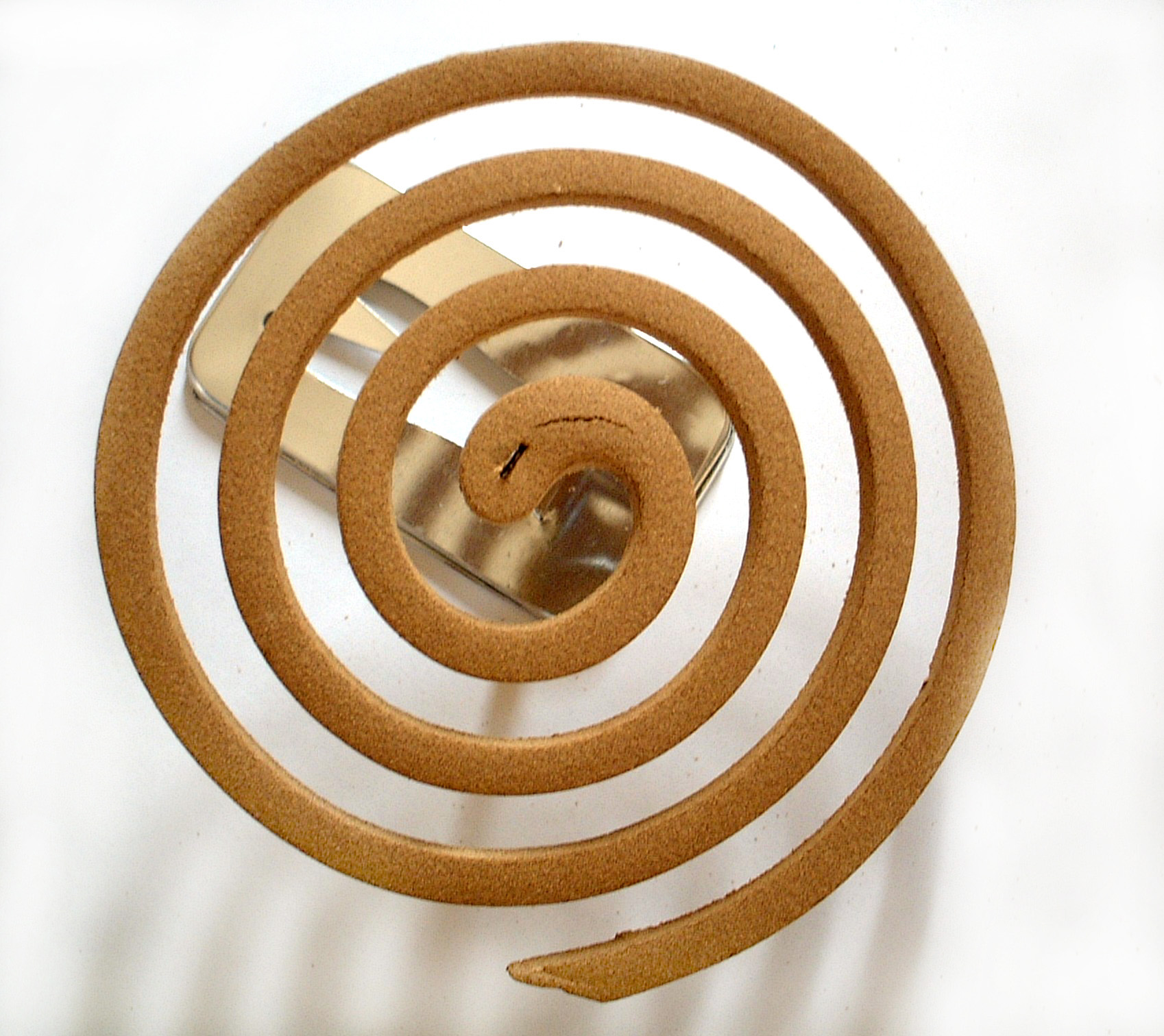
Repellente per insetti.

Per repellente si intende una qualsiasi sostanza chimica o miscela utile ad allontanare una determinata categoria di animali.
Il funzionamento di molti repellenti naturali si basa sull'utilizzo di sostanze che gli animali evitano nel loro ambiente naturale. Ad esempio molti animali evitano l'urina dei predatori.
I repellenti sintetici invece contengono sostanze irritanti oppure imitano l'odore delle sostanze naturali che gli animali evitano.